# Bert Berns
Bertrand Russell Berns (Bronx, 8 de novembro de 1929 – Nova York, 30 de dezembro de 1967) foi um letrista e produtor musical estadunidense da década de 1960, considerado um pioneiro do rock e da soul music, autor de sucessos como "Twist and Shout",  "Piece of My Heart", Here Comes the Night", "Hang on Sloopy",  "Under the Boardwalk" e "Everybody Needs Somebody to Love".

## Biografia
Nascido no Bronx, em Nova York, Berns era filho de imigrantes judeus russos; quando criança foi acometido por febre reumática - doença que contribuiu para a sua morte prematura. Voltando-se para a música, foi influenciado por seus vizinhos latinos e afro-americanos, frequentando na juventude clubes noturnos de mambo, o que o levou a visitar Havana antes da Revolução.
Entre 1964 e 1965 Berns teve várias canções suas gravadas por bandas britânicas que invadiam os Estados Unidos, como the Beatles ("Twist and Shout"), the Rolling Stones  ("Cry to Me") e the Animals  ("Baby Let Me Take You Home"), ele foi o primeiro produtor estadunidense que cruzou o Atlântico para trabalhar em Londres.
Embora pouco conhecido por seus contemporâneos, Bert Berns escreveu ou produziu alguns dos maiores sucessos de sua época, com artistas e bandas como The Isley Brothers, The Exciters, Solomon Burke, The Drifters, Ben E. King, Van Morrison, e Neil Diamond.
Em 2016 recebeu por suas composições a homenagem póstuma de figurar no Hall da Fama do Rock.